# Sacharkowo (Kursk)
Sacharkowo (russisch Захарково) ist ein Dorf (selo) in der Oblast Kursk in Russland. Es gehört zum Rajon Konyschowka und ist Sitz der Landgemeinde (selskoje posselenije) Sacharkowski selsowjet.

## Geographie
Der Ort liegt gut 58 km Luftlinie nordwestlich des Oblastverwaltungszentrums Kursk im südwestlichen Teil der Mittelrussischen Platte, 6 km südöstlich des Rajonverwaltungszentrums Konyschowka, 64 km von der Grenze zwischen Russland und der Ukraine, am Fluss Kotlewka (Nebenfluss der Wablja im Becken des Seim).

### Klima
Das Klima im Ort ist wie im Rest des Rajons kalt und gemäßigt. Es gibt während des Jahres eine erhebliche Niederschlagsmenge. Dfb lautet die Klassifikation des Klimas nach Köppen und Geiger.

## Bevölkerungsentwicklung
| Jahr | Einwohner |
| ---- | --------- |
| 2002 | 217       |
| 2010 | 137       |

Anmerkung: Volkszählungsdaten

## Verkehr
Sacharkowo liegt 61 km von der Fernstraße föderaler Bedeutung M3 „Ukraina“ (Moskau – Kaluga – Brjansk – Grenze zur Ukraine), 44 km von der Straße M2 „Krim“ (Moskau – A142/Trosna – Grenze zur Ukraine), 45,5 km von der Straße A 142 (Trosna – M3 Ukraina), 30 km von der Straße regionaler Bedeutung 38K-038 (Fatesch – Dmitrijew), 5 km von der Straße 38K-005 (Konyschowka – Schigajewo – 38K-038), 6,5 km von der Straße 38K-023 (Lgow – Konyschowka), an der Straße interkommunaler Bedeutung 38N-134 (38K-005 – Sacharkowo) und 4 km von der nächsten Eisenbahnhaltestelle 565 km (Eisenbahnstrecke Nawlja – Lgow-Kijewskij) entfernt.
Der Ort liegt 154 km vom internationalen Flughafen von Belgorod entfernt.